# Marco Angulo Solórzano
Marco Antonio Angulo Solórzano (Esmeraldas, 8 de mayo de 2002-Quito, 11 de noviembre de 2024) fue un futbolista ecuatoriano que se desempeñaba como centrocampista y su último equipo fue Liga Deportiva Universitaria de la Serie A de Ecuador.
El día 7 de octubre de 2024, sufrió un accidente automovilístico en la ciudad de Quito; 35 días después del suceso, se confirmó su fallecimiento tras permanecer en cuidados intensivos durante todo ese tiempo.

## Trayectoria
Inició su carrera juvenil en el Rocafuerte Sporting Club en 2017, ese mismo año llegó a Independiente del Valle donde se terminó de formar futbolísticamente y de allí fue enviado al equipo filial, Independiente Juniors. En 2020 formó parte del plantel de Independiente del Valle que fue campeón de la Copa Libertadores Sub-20.
Su debut con el plantel principal fue en 2021 y formó parte de aquel equipo que se proclamó campeón de la Serie A de Ecuador, tras derrotar en la final a Emelec. Anotó su primer gol el 2 de agosto de 2022, anotando el gol de la victoria 0-1 en la ida, por los cuartos de final de la Copa Sudamericana ante Deportivo Táchira de Venezuela. Al final de la temporada 2022 fue campeón de la Copa Sudamericana y de la Copa Ecuador, respectivamente. 
El 21 de diciembre de 2022 se anunció su transferencia desde Independiente del Valle al Football Club Cincinnati de la Major League Soccer de Estados Unidos, con un contrato hasta diciembre de 2025 con opción a renovar un año más.
El 15 de marzo de 2023 se confirmó su préstamo por una temporada con opción a compra a Liga Deportiva Universitaria de la Serie A de Ecuador.

## Selección nacional

### Categorías inferiores
Fue internacional con la selección sub-17 de Ecuador, con la cual participó en el sudamericano sub-17 de 2019 en Perú y en el mundial sub-17 de 2019 disputado en Brasil. El 5 de noviembre de 2022 es convocado por Gustavo Alfaro para jugar el partido amistoso ante Irak y también como parte del grupo de sparring de la selección ecuatoriana absoluta en su participación en la Copa Mundial de 2022 en Catar.

#### Participaciones en Sudamericanos
| Campeonato                  | Sede | Resultado    | Partidos | Goles |
| --------------------------- | ---- | ------------ | -------- | ----- |
| Sudamericano Sub-17 de 2019 | Perú | Cuarto lugar | 3        | 0     |

#### Participaciones en Copas del Mundo
| Campeonato                  | Sede   | Resultado        | Partidos | Goles |
| --------------------------- | ------ | ---------------- | -------- | ----- |
| Copa Mundial Sub-17 de 2019 | Brasil | Octavos de final | 4        | 0     |

### Partidos internacionales
Actualizado al último partido disputado el 28 de marzo de 2023.
| \| N.° \| Fecha \| Ciudad \| Rival \| Resultado \| Resultado \| Competencia \| \| --- \| ----------------------- \| --------- \| --------- \| --------- \| --------- \| ----------- \| \| 1. \| 12 de noviembre de 2022 \| Madrid \| Irak \| 0-0 \| Empate \| Amistoso \| \| 2. \| 28 de marzo de 2023 \| Melbourne \| Australia \| 2-1 \| Victoria \| Amistoso \| |                         |           |           |           |           |             |
| N.° | Fecha                   | Ciudad    | Rival     | Resultado | Resultado | Competencia |
| 1. | 12 de noviembre de 2022 | Madrid    | Irak      | 0-0       | Empate    | Amistoso    |
| 2. | 28 de marzo de 2023     | Melbourne | Australia | 2-1       | Victoria  | Amistoso    |

## Estadísticas

### Clubes
Actualizado al último partido disputado el 6 de octubre de 2024.
| Club                                   | Div.          | Temporada     | Liga  | Liga  | Copas nacionales | Copas nacionales | Copas internacionales | Copas internacionales | Otros | Otros | Total | Total | Total  |
| Club                                   | Div.          | Temporada     | Part. | Goles | Part.            | Goles            | Part.                 | Goles                 | Part. | Goles | Part. | Goles | Asist. |
| -------------------------------------- | ------------- | ------------- | ----- | ----- | ---------------- | ---------------- | --------------------- | --------------------- | ----- | ----- | ----- | ----- | ------ |
| Independiente Juniors · Ecuador        | 2.ª           | 2020          | 11    | 0     | —                | —                | —                     | —                     | —     | —     | 11    | 0     | 0      |
| Independiente Juniors · Ecuador        | 2.ª           | 2021          | 13    | 3     | —                | —                | —                     | —                     | —     | —     | 13    | 3     | 0      |
| Independiente Juniors · Ecuador        | Total club    | Total club    | 24    | 3     | 0                | 0                | 0                     | 0                     | 0     | 0     | 24    | 3     | 0      |
| Independiente del Valle · Ecuador      | 1.ª           | 2021          | 1     | 0     | —                | —                | 0                     | 0                     | —     | —     | 1     | 0     | 0      |
| Independiente del Valle · Ecuador      | 1.ª           | 2022          | 23    | 1     | 9                | 1                | 12                    | 1                     | 0     | 0     | 44    | 3     | 3      |
| Independiente del Valle · Ecuador      | Total club    | Total club    | 24    | 1     | 9                | 1                | 12                    | 1                     | 0     | 0     | 45    | 3     | 3      |
| F. C. Cincinnati Estados Unidos        | 1.ª           | 2023          | 26    | 0     | 4                | 0                | 3                     | 0                     | 0     | 0     | 33    | 0     | 2      |
| F. C. Cincinnati Estados Unidos        | Total club    | Total club    | 26    | 0     | 4                | 0                | 3                     | 0                     | 0     | 0     | 33    | 0     | 2      |
| Liga Deportiva Universitaria · Ecuador | 1.ª           | 2024          | 11    | 0     | 2                | 0                | 7                     | 0                     | 0     | 0     | 20    | 0     | 0      |
| Liga Deportiva Universitaria · Ecuador | Total club    | Total club    | 11    | 0     | 2                | 0                | 7                     | 0                     | 0     | 0     | 20    | 0     | 0      |
| Total carrera                          | Total carrera | Total carrera | 85    | 4     | 15               | 1                | 22                    | 1                     | 0     | 0     | 122   | 6     | 5      |
| 1. 2.                                  |               |               |       |       |                  |                  |                       |                       |       |       |       |       |        |

## Palmarés

### Campeonatos nacionales
| Título                    | Club                         | Año  |
| ------------------------- | ---------------------------- | ---- |
| Serie A de Ecuador        | Independiente del Valle      | 2021 |
| Copa Ecuador              | Independiente del Valle      | 2022 |
| MLS Supporters' Shield    | F. C. Cincinnati             | 2023 |
| MLS Conferencia Este (TR) | F. C. Cincinnati             | 2023 |
| Serie A de Ecuador        | Liga Deportiva Universitaria | 2024 |

### Campeonatos internacionales
| Título                   | Club                    | Año  |
| ------------------------ | ----------------------- | ---- |
| Copa Libertadores Sub-20 | Independiente del Valle | 2020 |
| Copa Sudamericana        | Independiente del Valle | 2022 |

## Vida personal
El 28 de noviembre de 2022 se vio involucrado en un accidente de tránsito que provocó la muerte del conductor del vehículo en el que viajaba como pasajero.